# J. 에드거 후버

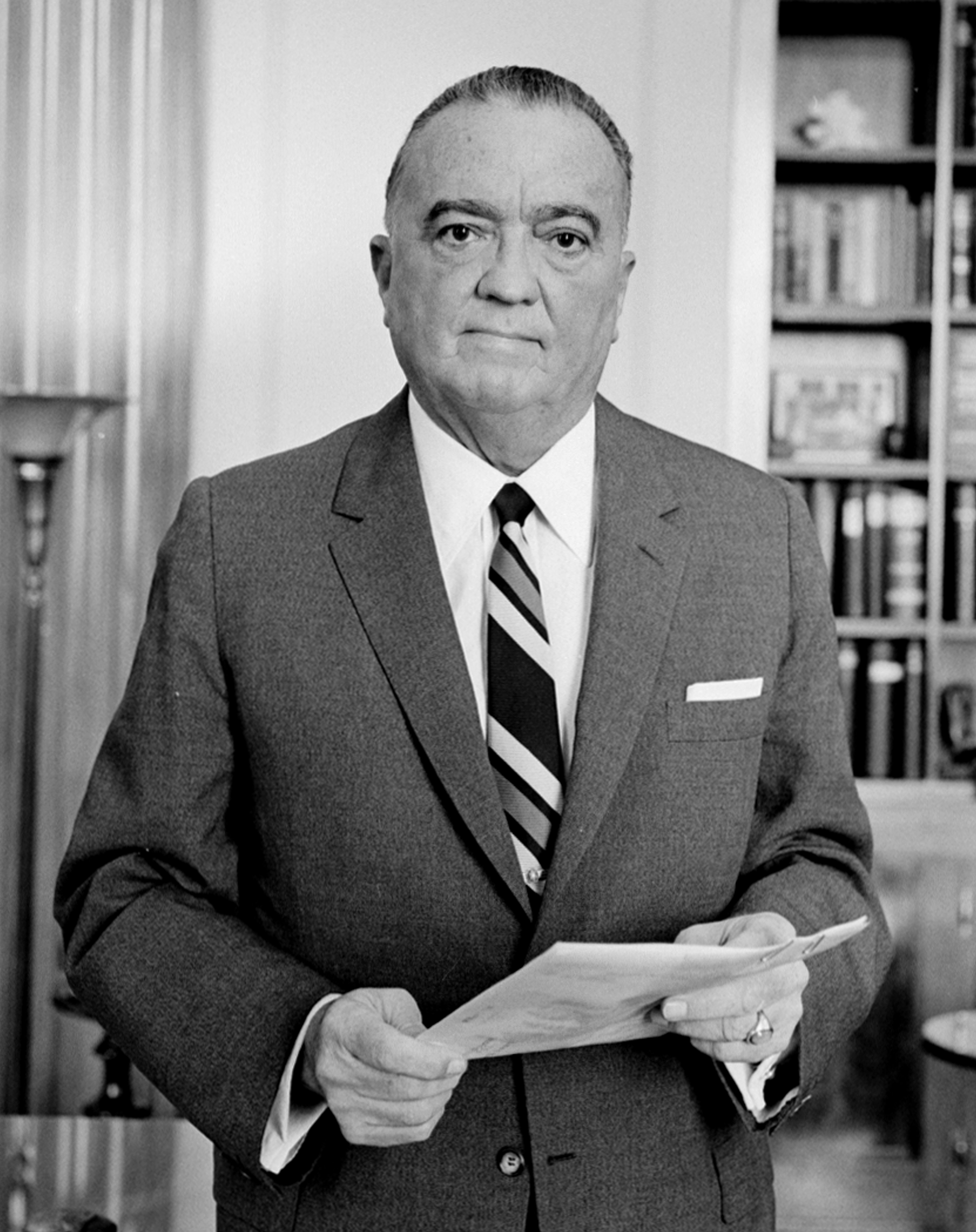
존 에드거 후버

존 에드거 후버(John Edgar Hoover, 1895년 1월 1일 ~ 1972년 5월 2일)는 미국의 공무원이다. 연방수사국(FBI)을 상징하는 인물로 FBI를 미국 내 모든 정보 수집과 법 집행의 대명사로 만들었다. 1973년 워싱턴 D.C에 있는 새로 지어진 FBI 본부는 이름을 'J. 에드가 후버 빌딩'이라 하였다.
1924년 수사국(FBI의 전신) 국장으로 임명되어 1935년 FBI 창설에 중요한 역할을 했다. 1924년부터 죽을 때까지 FBI에서 재직했다. 후버 덕분에 FBI는 대규모의 효율적인 범죄 전담 부서로 성장했으며, 지문 파일 집중화나 과학 수사 등 경찰 기술의 현대적 발전을 이루었다. 후버는 미국에서 높이 인정받았으나 그가 죽은 뒤 그는 점차 논쟁의 대상이 되었다.
광범위한 정보 수집과 검문, 수색, 추적 등을 통해 방대한 양의 정보를 수집, 갱스터, 마피아, 마약, 나치 독일 스파이, 소련 스파이, 쿠바 스파이 등을 수시로 적발하여 성과를 올렸다. 또한 미국 정치인들의 뇌물 수수와 비리, 이권 개입, 성 관련 위법행위에 대한 정보들도 파악하고 있어 상원 의원, 하원 의원, 각 주 정부의 관리들이 그를 두려워하였다.
1924년부터 1972년까지 48년간 FBI 국장으로 근무하며 스페인 내전, 제2차 세계 대전, 한국 전쟁, 베트남 전쟁 등에 관여하였다. 미국 33번째 대통령 해리 S. 트루먼은 후버가 '우리가 알고 싶지 않은 정보들을 알고 있다'면서 그의 권한을 대폭 축소시키려 했으나 실패하였다.

## 생애

### 생애 초반

#### 유년기 및 청소년기
후버는 1895년 새해에 워싱턴 D.C에서 디킨슨 네일러 후버 시니어(Dickerson Naylor Hoover, Sr. 1856 ~ 1921)와 애나 마리(Anna Marie 1860~1938)의 아들로 태어나 이스턴마켓(Eastern Market)에서 성장했다. 어머니 애나 마리는 독일계 스위스인 혈통으로, 어머니의 외삼촌은 스위스의 명예 총영사였다. 그는 어려서 말더듬이였으나 끊임없는 노력으로 말더듬이 증세를 스스로 극복하였다.
워싱턴 D.C의 센트럴 고등학교를 다녔으며, 고등학교 재학 중에는 합창부 부원이었다. 또한 고등학교 재학 중 학생회 교육 봉사단원이었고, 토론부 부원으로도 활동했다. 이때 그는 여성의 투표권과 사형의 폐지를 주장했다. 학교 신문에서는 "멋진, 끊임없는 논리에 박수를 보낸다"는 긍정적인 평을 하기도 했다. 그는 조지 워싱턴 대학교의 로스쿨 야간부에 입학하였다.

#### 청년기
후버는 대학 시절 동안 미국 의회도서관에서 일을 했고 또한 카파 알파 오더 (Kappa Alpha Order, Alpha Nu 1914)의 멤버가 되었다. 1916년 후버는 조지 워싱턴 대학교를 졸업하고 법학 학사 학위를 획득하였으며, 1917년 조지 워싱턴 대학교 법학 석사 학위를 획득하였다.

### FBI 활동

#### 법무부 수사국 직원으로 임용
1917년 미국 법무부의 공개 채용에 합격하여 법무 관료가 되었다가 1924년 FBI로 전직하였다. 1917년 미국 법무부 문서검열관이 되었다가 법무부 수사과 수사관으로 발령되어 각종 시민단체, 사회운동가들의 반대를 무릎쓰고 아나키스트 옘마 골드만을 미국 국외로 추방하는 데 성공하여 명성을 얻었다. 1917년에 미국 연방정부 간첩법이 제정되자 1400여 명의 독일 간첩 의심자 명단을 작성하고 이를 근거로 미국에 체류중인 독일 간첩 98명을 체포하고 또 1,172명의 첩자를 추가로 적발하였다.
1919년 미첼 파머 미국 법무부 장관의 특별보좌관이 되었다. 1919년 8월 미국 법무부 수사과가 정식으로 수사국으로 편성되면서 후버는 법무부 수사국 직원이 되었다. 1921년 수사국 부국장이 되었다.1924년 5월 10일 대통령 캘빈 쿨리지에 의해 연방수사국(FBI) 국장 서리에 임명되었는데, 12월 10일 정식 국장이 되었다. 그는 종신직 국장에 임명되지는 않았으나 이후 줄곧 FBI 국장직에 계속 있었다.
그가 FBI를 인수할 당시 FBI에는 441명의 특수 요원 등 약 650명의 직원이 있었으며 이후 수천 명 단위로 증가했으며, 별도의 정예 요원을 추가 양성하였다. 취임 초기 그는 마커스 가비, 로즈 파스터 스톡스, 시릴 브릭스, 옘마 골드만, 알렉산더 버크먼 등을 사회의 위험인물로 지정하여 러시아 등 외국으로 추방했다. 또한 그가 적발하여 추방한 인사 중에는 펠릭스 프랑크도 있는데 프랑크는 후에 귀국하여 연방 대법원 판사가 된다.
후버는 워런 하딩 행정부 각료들의 비리와 추문으로 수사국의 평판이 나빠지자, 요원을 엄격하게 선정하여 훈련하도록 하고 이를 제도화했다. 또한 그는 지문들을 수집, 정리하여 보존하는 작업을 시작했는데, 1930년대에 가서는 FBI는 세계에서 가장 많은 범죄자들의 지문을 확보할 수 있었다. 이를 근거로 마피아, 갱스터, 나치 첩자, 소련 첩자 등을 실시간으로 적발하는 데 성공한다.

#### 갱스터, 마피아 적발
1930년대 초 미국의 갱스터와 마피아들은 체포를 피하기 위해 그들의 우수한 화력과 빠른 성능의 도주 차량, 대포차량을 사용했다. 한편 초기의 연방수사국(FBI)은 주 정부의 자치권에 위배된다는 이유로 강력한 수사권을 부여받지 못하였다. 그러나 그는 갱, 마피아, 마약 조직 적발의 중요성을 여러번 역설하였고, 프랭클린 D. 루스벨트는 '주정부들만으로는 마피아와 갱들을 잡기가 어렵다'고 판단하고 범 정부적 차원에서 갱, 마피아, 마약 소탕 작전을 결정한다. 1935년 그는 미국 연방 각 주에 대한 수사권, 면책특권을 부여받았다. 1932년에는 FBI 내에 범죄수사 연구소를 설치하고, 직원 채용을 증원하였다. 이어 FBI 산하 국립 아카데미를 창설했다. 범죄수사연구소와 FBI 아카데미에서는 FBI 직원들 외에도 미국 각 주정부에서 엄선된 유능한 법률 집행관들의 특수훈련을 담당하는 기관으로 발전한다.
1939년에는 지문 수사 기법을 정비, 지문을 수집하고 식별하는 수사 기능을 수립하였다. 이후 후버가 이끄는 FBI는 신출귀몰한 갱스터 존 딜린저 등의 악당을 미행, 수색 등의 수사기법으로 소탕, 사살했고 이후 1930년대의 갱(gang) 소탕과 마피아 소탕, 제2차 세계 대전 중의 나치스 스파이 적발과 검거, 1945년 이후 소련과 동유럽 국가들의 스파이 검거, 쿠바의 스파이 검거 등의 성과를 올려 실적을 인정받았다.
후버는 체제 전복이 우려스러운 급진적인 반정부운동가, 사회주의자, 과격파 시민운동가들 주변에 수만 명의 정탐꾼들을 심어두기도 하였다. 몇 번의 해고 위기에도 1930년대 이후의 성과가 인정되어 유임되었다. 그러나 일부 미국 정치권에서 그의 퇴진을 기도하면 그는 비밀 파일, 보고서의 존재를 언급하여 퇴진 여론을 잠재우기도 했다 한다.

#### 대통령해리 S. 트루먼의 견제
제2차 세계 대전의 나치스 스파이 적발과 1945년 이후 소련, 중국, 쿠바의 스파이 적발, 갱과 마피아, 마약 밀매 적발 등의 성과를 올린 그는 '스파이를 색출한다', '마약을 적발한다', '조직폭력배 적발' 등의 목적으로 광범위한 도청과 수색, 감시 등을 통해 많은 고급정보들을 구축하였다. 이어 후버는 세계적 정보를 구축할 계획을 세우고 정예 요원을 양성해나간다. 해리 S. 트루먼 대통령은 그의 권력이 강화되는 것을 견제하게 되었다.
해리 S. 트루먼 대통령은 'FBI가 너무 커졌다'라고 판단하여 국외 첩보 부문을 따로 담당하는 CIA를 1947년 창설한다. CIA에는 국외 정보 수집을, FBI에는 수사권을 부여하였다. 결국 국외 첩보들도 장악하여 명실상부 모든 정보를 장악하려 했던 그의 계획은 CIA 창설로 수포로 돌아가게 되었다.
1950년 6월 한국 전쟁 발발 직후 후버는 해리 S. 트루먼 대통령에게 인신 보호 영장 중단을 건의하고, 불순분자로 의심되는 12,000명의 미국인 구금 계획을 세운다. 그러나 해리 S. 트루먼 대통령의 거부로 이는 무산되었다.

#### 마틴 루터 킹 주니어와의 갈등
50년 동안 FBI 국장으로 8명의 역대 미국 대통령을 정보 정치와 공작 정치로 벌벌 떨게 만들었던 에드거 후버에게, 급성장한 킹은 위험인물이자 제거 대상이었다. 1964년에 마틴 루터 킹 주니어 목사는 노벨 평화상을 받았다. 후버는 1964년 10월 킹의 노벨 평화상 수상이 결정되자 분노하였다.
후버는 사람들을 고용하여 킹이 여러 여성들과 성관계를 하는 장면을 녹화, 사진 촬영하여 각 미국의 각 신문사에 보냈다. 그러나 이를 보도한 신문사는 없었다. 오히려 후버에게 치졸하게 남의 뒤를 캔다는 야유가 돌아왔고, 후버의 분노는 극에 달하였다. 1964년 11월 18일 후버는 기자들을 FBI 사무실로 초청, 인터뷰 도중 "킹은 미국에서 가장 악명 높은 거짓말쟁이이며 가장 비열한 사람들 중 하나다"라고 분통을 터뜨렸다.
1963년 8월 28일 연설을 전후하여 킹 목사는 위싱턴 윌러드 호텔(Willard Hotel)에 투숙하였다. 이 때에도 호텔에는 FBI의 도청 장치가 설치되었다. 그리고 후버는 킹 목사가 친구와 함께 성매도자들을 불러 난잡한 파티를 즐기는 '소리'를 모두 들을 수 있었다고 한다.
1964년 11월 20일 윌리엄 설리번 FBI 국장보가 익명으로 써서 킹 목사 부부 앞으로 편지를 보냈다.
| “ | 킹, 당신의 천한 계급을 생각해 미스터나 목사, 박사 따위의 호칭은 붙이지 않겠다. 당신은 완전한 사기꾼이며 우리 흑인 모두에게 큰 짐이 되고 있음을 알 것이다. 이 나라의 백인들도 그들 나름대로 협잡꾼이 많지만 지금 어디에도 당신과 맞설 협잡꾼은 없다고 확신한다. 다른 모든 사기꾼들과 마찬가지로 너도 끝장날 날이 다가오고 있다. | ” |
|   | — 윌리엄 설리번 FBI 국장보가 익명으로 써서 보낸 편지 전문 |   |

이때 다른 여성과 정사 중인 킹 목사의 목소리가 녹음된 테이프가 함께 전달됐다.
한편 킹 목사는 흑인인권 운동을 비롯한 여성운동, 인권 운동을 적색분자가 정치적으로 이용, 선동한다는 후버의 주장을 색깔론이라고 반박하는 동시에 흑인의 분리 독립 운동과 폭력적인 시위에 반대하면서 맬컴 엑스 등과도 갈등하게 된다.
1968년 마틴 루터 킹 주니어는 캘리포니아주 로스앤젤레스의 흑인 치과의사의 아내와 간통, 내연관계를 맺어오다가 FBI에 발각되었다. 1968년 FBI가 도청한 킹 목사의 한 전화통화는 로스앤젤레스의 한 흑인 치과의사의 아내였다. 이는 로스앤젤레스 다저스 야구팀의 스타 선수인 이먼 돈 뉴컴의 제보에 의한 것이었다. 돈 뉴컴 등 야구선수들의 제보를 받은 후버는 바로 킹의 전화를 도·감청하고 사람을 붙였다.
후버는 보고서를 작성하여 1968년 2월 20일 린든 B. 존슨 미국 대통령에게 보고하였다.
| “ | 킹 목사는 1962년부터 로스엔젤레스에 사는 유명한 흑인 치과 의사의 아내와 불의의 연애관계를 맺고 있음. 킹 목사는 전기의 여인을 매주 수요일 장거리 전화로 불러내며 전국내 각 도시를 전전, 밀회하고 있습니다. | ” |
|   | — 에드거 후버의 보고서 |   |

후버의 보고서에는 "한번은 뉴욕 시 뉴욕시티호텔에서 조촐한 파티를 열고 술이 약간 취한 킹 목사는 그 여자가 자기를 사랑한다는 말을 안하면 13층 호텔 창문 밖으로 뛰어내리겠다고 위협 했습니다."라는 보고도 들어 있다.
마틴 루터 킹 주니어를 위험 인물로 지목하고 그의 주변을 내사한다. 재클린 케네디는 후일 후버가 제출한 킹의 섹스 파티를 준비하는 것과, 대통령의 장례식 당시 킹이 경멸 코멘트를 작성한 정보를 입수하였고 후에 이를 폭로한다.

#### 정치권과의 갈등
대통령 해리 S. 트루먼과 존 F. 케네디는 후버를 연방수사국장직에서 해고하려고 하였지만, 후버가 가진 각종 정보와 공세, 그밖에 후버의 해고로 정치적 비용이 너무 클 것이라고 결론짓고 해고 기도를 중단한다. 특히 케네디 형제에게는 배우들과의 염문설에 대한 정보를 들이댔다고 한다. 그의 명성과 그가 가진 정보량이 워낙 방대하여 어떤 대통령도 그를 함부로 퇴임시키지 못했다.
트루먼, 케네디뿐만 아니라 린든 B. 존슨, 리처드 닉슨도 그에게 함부로 대하지 못했다고 한다. 많은 비판자들은 그가 연방수사국의 사법권을 남용했다고 주장했다. 그는 정적과 정치 활동가를 위협하는 데 연방수사국을 이용하여 정치 지도자들의 비밀을 모았으며, 불법적인 방법으로 증거를 수집했다. 후버가 그렇게 오랫동안 연방수사국 국장으로 재직할 수 있었던 것도 그 때문이었다.(현재는 임기가 10년으로 제한되었다.)
반공주의자인 후버는 사회주의 운동을 했거나, 에드거 자신이 공산주의자로 의심한 헬렌 켈러, 마틴 루서 킹 목사, 존 스타인벡, 알베르트 아인슈타인 등을 미국을 위협할 수 있는 위험인물로 감시하였다. 그래서 스타인벡은 법무장관에게 "에드거의 똘마니들이 감시하지 않게 해달라"고 요구하였다.

#### 사망
린든 B. 존슨 집권 후 종신 FBI 국장에 임명되었다. 그는 강경한 반공주의자로서 공산주의자들, 사회주의자들 외에도 자유주의자, 진보적 지식인, 시민운동가, 흑인운동가 등에게는 두려움의 대상이었다. 그는 마약 단속과 적발에도 탁월한 성과를 올려 그 능력을 인정받았다. 그러나 FBI을 자신의 왕국처럼 운영한다는 문제가 여러번 제기되기도 했다.
1972년 5월 2일 워싱턴 D.C의 자택에서 심장마비로 사망했다.

### 사후
워싱턴 D.C의 후버 가에 묻혔다. 후에 그의 부모 내외의 유골과 어려서 죽은 여동생의 시신도 근처로 이장되었다.
1972년부터는 후버가 FBI를 독재적으로 운영한다는 대중의 비난을 자주 받게 되었고, 그의 사후 독단적 운영이 만천하에 드러나게 되었다. 한편 후버의 행동을 권력남용으로 본 미국 의회는 사후 직후 FBI 국장의 임기를 10년으로 제한하였다. 연장 시에는 미국 상원의 동의가 있어야 되도록 정했다.

## 기타
그는 각종 인권 운동, 시민 운동, 흑인 운동 등이 소련과 중국의 계략이라고 확신하였다. 특히 마틴 루터 킹의 흑인 인권 운동은 소련이 깊이 개입했다고 확신했다. 그러나 후버의 끈질긴 수색에도 아무런 증거를 찾지 못했고, 1990년대 이후 소련의 비밀문서 공개 결과 소련과는 관계가 없었던 것으로 확인되었다.

### 동성애자 설
1940년 이후 그가 동성애자였을 것이라는 설이 제기되었다. 평소 존 에드거 후버는 동성애자나 흑인들의 인권행사를 반대했다. 특히 동성애자에 대해 매우 큰 혐오감을 가지고 있었다고 한다. 하지만 존 에드거 후버는 젊은 남성 수사요원과 함께 공석이나 사석을 구분하지 않고 손을 잡거나 하는 등의 불분명한 행동을 하였고 어떨 때는 여장을 하고 방에 있었다고 한다. 미국의 사학자 존 스튜어트 콕스(John Stuart Cox)와 아텐 G. 테리언(Athan G. Theoharis)은 그가 동성애자였고 그 상대는 클로드 톨슨(Clyde Tolson)였다고 주장했다.

## 상훈
- 1938년 : 오클라호마 침례 대학 명예 박사
- 1939년 : 국립 과학아카데미 공공 복지 훈장
- 1950년 : 영국의 국왕 조지 6세에게 명예 기사 작위를 수여받았다.
- 1955년 : 미국 국가 안보 훈장
- 1966년 : 미국 국무부 공로상

## 같이 보기
- 헬렌 갠디
- 매카시즘